# Фанди (залив)
Залив Фанди (енгл. Bay of Fundy) је дио Атлантског океана између америчке државе Мејн и канадских провинција Нова Шкотска и Нови Брунзвик.
Залив је познат као локација највећих разлика у нивоу воде између плиме и осеке. Разлика достиже чак 16 метара. Због великог хидропотенцијала, било је разних планова за градњу хидроцентрала у заливу.